# 40В6М
Універсальна пересувна вежа 40В6М (рос. универсальная передвижная вышка 40В6М) — складова частина комплексів С-300П різних модифікацій. Розроблена для розширення можливостей комплексів з виявлення та супроводу маловисотних цілей при розгортанні зенітних дивізіонів та підрозділів радіотехнічних військ у лісистій або сильно пересіченій місцевості. Вежа прийнята на озброєння радянською армією наприкінці 1970-х — на початку 1980-х років. Дещо пізніше у війська надійшла вежа 40В6МД заввишки близько 39 м, що відрізняється від вежі 40В6М додатковою 13-метровою надставкою.

## Склад вежі
1. Рама з обладнанням
2. Стріла з обладнанням
3. Аутригери (лівий та правий)
4. Розтяжки
5. Стоянкові опори;
6. Опорний фланець
7. Шарнірний підкіс (верхній та нижній підкоси[ru])
8. Гідравлічне обладнання
9. Електроустаткування
10. Ходова частина
11. Опорні плити (опорні плити аутригерів, центральні плити, опорна плита передня)
12. Тягач МАЗ-537
13. Запасні частини, інструменти, приладдя (ЗІП).

## Встановлення вежі
Встановлення вежі 40В6М здійснюється за один день штатними засобами вежі, для вежі 40В6МД — за один день при використанні штатних засобів і додатково підйомного крана типу КТ-80 «Январец» або аналогічного йому за вантажопідйомністю та висотою підйому вантажу.

## Транспортування вежі

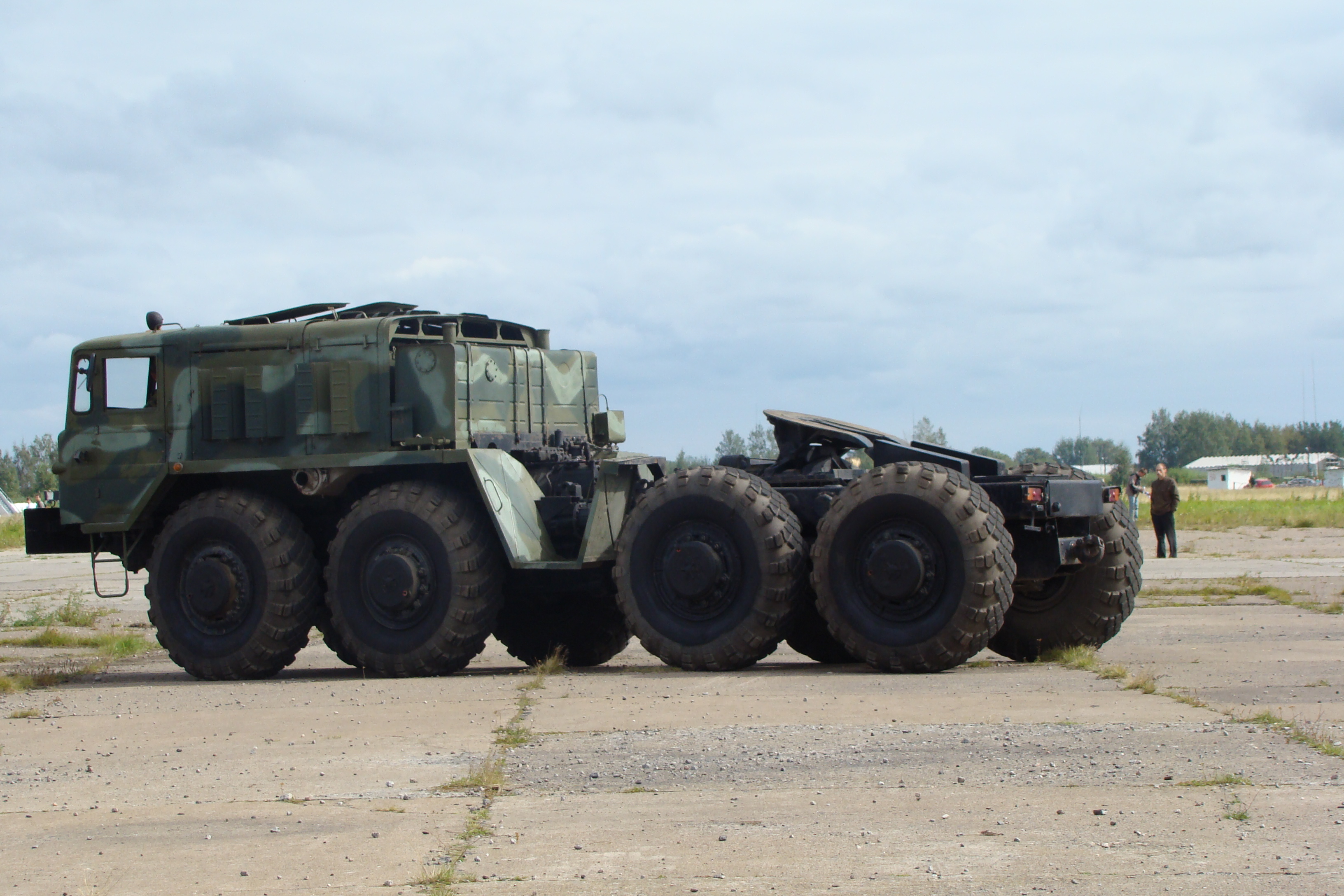
Сідловий тягач МАЗ-537

Вежа 40В6М заввишки близько 25 метрів буксирується в транспортному положенні тягачем МАЗ-537Г, що входить до її складу. Для перевезення додаткової секції вежі 40В6МД використовується автопоїзд на базі сідельного тягача КрАЗ-260 та напівпричепа МАЗ-938.

## Положення вежі під час експлуатації

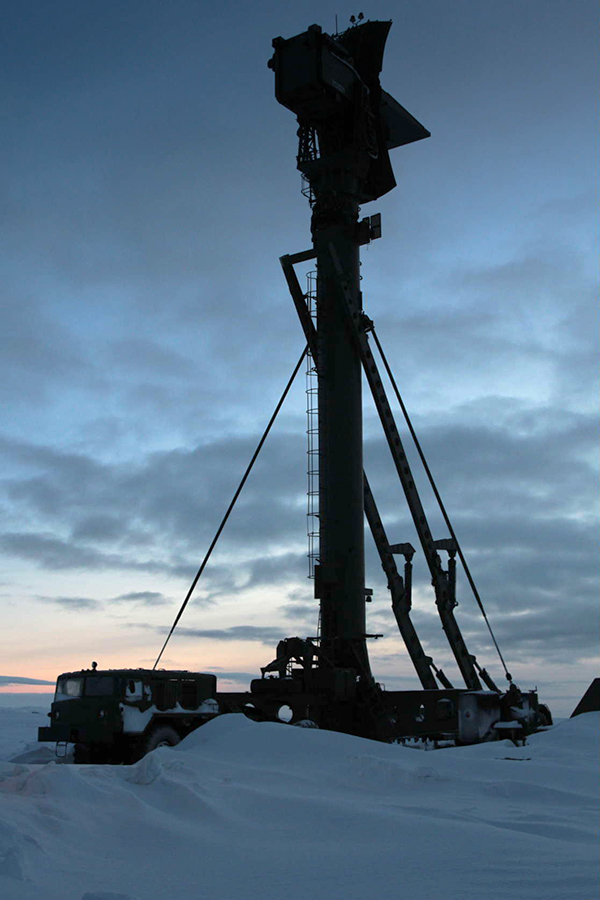

1. Похідне положення — положення вежі, коли вона згорнута, зачохлена, зістикована з тягачом і готова до транспортування.
2. Положення № 1. Стріла піднята у вертикальне положення, пристиковано низьковисотний виявник або радіолокатор підсвічування та наведення. Тягач знаходиться поза робочим майданчиком, механізми зачохлені.
3. Положення № 2. Стріла вежі опущена у горизонтальне положення, фланець знаходиться у горизонтальному положенні, або зафіксовано на стрілі. Тягач відведений з робочого майданчика, вежа підключена до РПУ. Механізми вежі зачохлені.